# Luchthaven Trabzon
Luchthaven Trabzon is een klein vliegveld in Trabzon, een stad in het Zwarte Zee-gedeelte van Turkije. Het vliegveld ligt zo'n 10 kilometer ten oosten van het stadscentrum, en heeft een enkele baan die parallel loopt met de kust. Vanuit Trabzon zijn dagelijkse vluchten op binnenlandse Turkse bestemmingen als Ankara en Istanbul en enkele steden in West-Europa zoals Amsterdam en Düsseldorf. Buitenlandse vluchten worden afgehandeld in de oostelijke van twee terminals.

## Codes
- IATA: TZX
- ICAO: LTCG

## Banen
Het vliegveld beschikt over:
- één baan van 2640 meter lang.

## Maatschappijen
- Izmir Airlines: Adana, İzmir
- Onur Air: Istanbul Atatürk
- Pegasus Airlines: Ankara, Antalya, Istanbul
- Turkish Airlines: Ankara, Antalya, Luchthaven Berlijn-Tegel, Bursa, Düsseldorf, Istanbul Atatürk, Istanbul Sabiha Gökçen

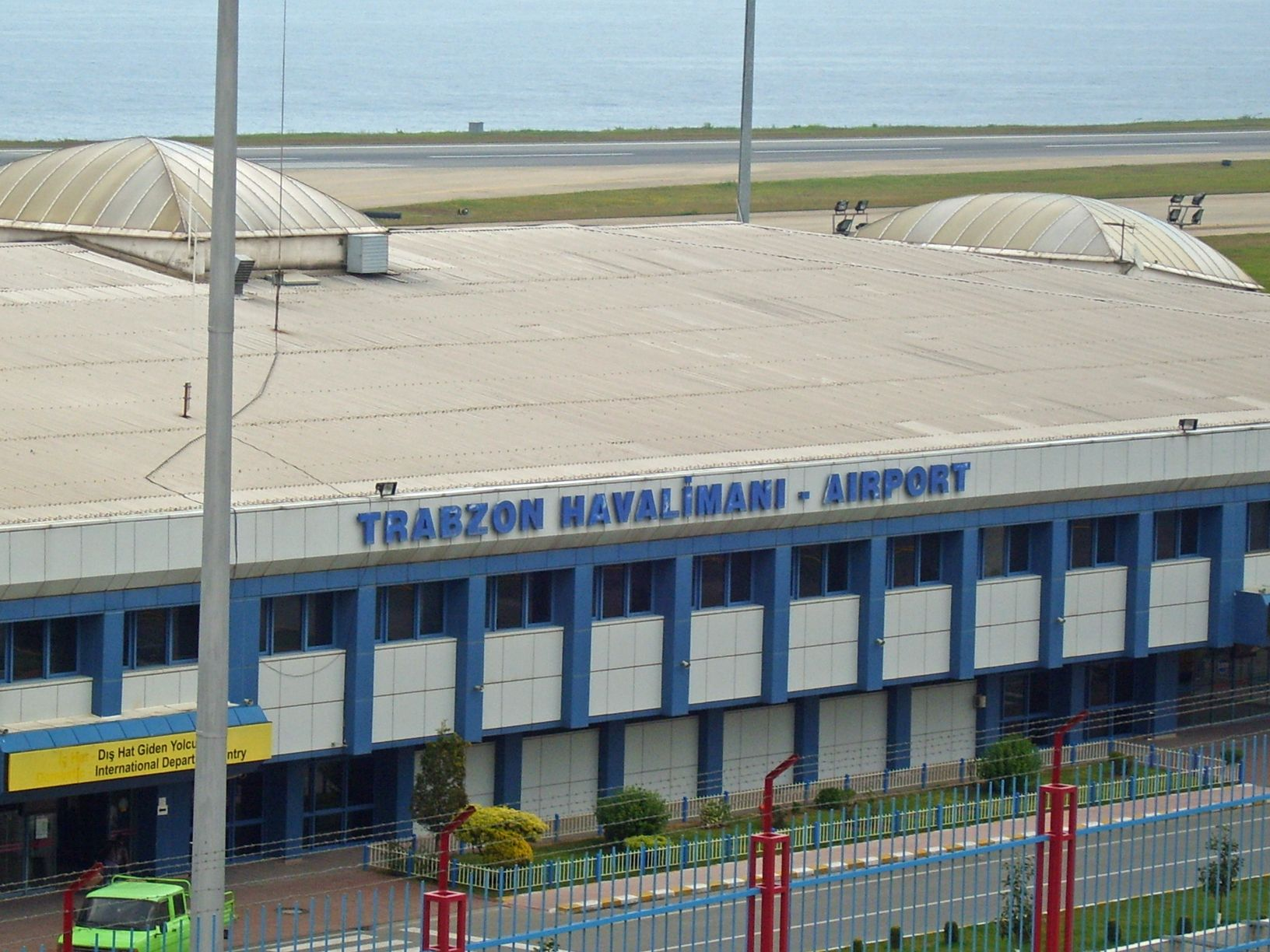
De terminal voor internationale vluchten

Internationale vliegvelden: Luchthaven Adana Sakirpasa · Luchthaven Ankara Esenboga · Luchthaven Antalya · Luchthaven Bodrum Milas · Luchthaven Dalaman · Luchthaven İzmir Adnan Menderes · Luchthaven Istanbul Atatürk · Luchthaven Istanbul Sabiha Gökçen · Istanbul Airport · Luchthaven Kayseri Erkilet · Luchthaven Trabzon
Regionale vliegvelden: Luchthaven Adıyaman · Luchthaven Afyon · Luchthaven Ağrı · Luchthaven Balıkesir · Luchthaven Bandirma · Luchthaven Batman · Luchthaven Çanakkale · Luchthaven Cardak · Luchthaven Carsamba · Luchthaven Corlu · Luchthaven Diyarbakır · Luchthaven Edremit Korfez · Luchthaven Erhac · Luchthaven Elazığ · Luchthaven Erzincan · Luchthaven Erzurum · Luchthaven Eskişehir · Luchthaven Kahramanmaraş · Luchthaven Kapadokya · Luchthaven Kars · Luchthaven Kastamonu · Luchthaven Konya · Luchthaven Mardin · Luchthaven Merzifon · Luchthaven Muş · Luchthaven Oguzeli · Luchthaven Şanlıurfa · Luchthaven Siirt · Luchthaven Sinop · Luchthaven Sivas Nuri Demirağ · Luchthaven Suleyman Demirel · Luchthaven Tokat · Luchthaven Uşak · Luchthaven Van Ferit Melen · Luchthaven Yenisehir